# ワプティア
ワプティア（Waptia）は、約5億年前のカンブリア紀に生息した化石節足動物Hymenocarina類の一属。エビ様の体の前半に棘のある付属肢と羽毛状の鰓、後半に長い腹部と二葉状の尾をもつ。カナダとアメリカで見つかった化石によって知られる。

## 名称

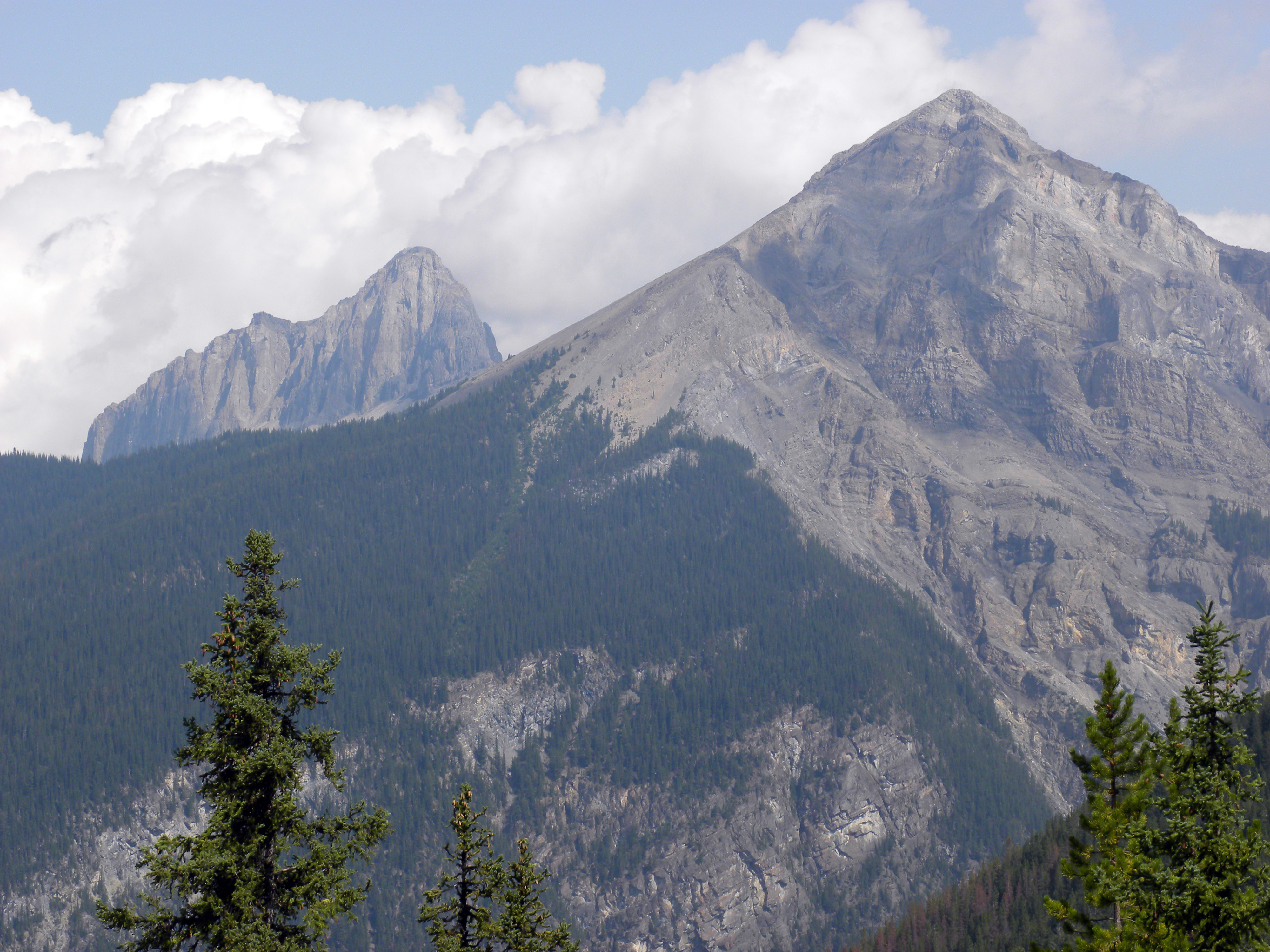
フィールド山（手前）とワプタ山（奥）

学名「Waptia」と模式種（タイプ種）Waptia fieldensis の種小名「fieldensis」は、発見地カナダブリティッシュコロンビア州のバージェス頁岩を含む、尾根の両端にあるワプタ山（Wapta Mountain）とフィールド山（Mount Field）に由来する。ワプタ山の名はファースト・ネーションのストーニー・ナコダ族の単語「wapta」に由来し、これは「流水」を意味する。フィールド山の名はアメリカの実業家サイラス・フィールド（Cyrus West Field）に由来する。

## 化石

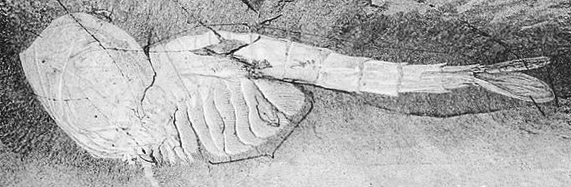
バージェス頁岩で見つかり、背甲が解離したワプティアの化石標本

ワプティアはカナダブリティッシュコロンビア州の堆積累層バージェス頁岩（バージェス動物群）における普遍な古生物の1つで、1,800点を超えるほど数多くの化石標本が発見される。個体数で見ると、2006年までワプティアはバージェス頁岩で見つかった生物の2.55%、Phyllopod bed の0.86%を構成している。これは同じ生息地のマーレラとカナダスピスに次いで3番目に多い。また、同じ古生代カンブリア紀ウリューアン期に当たる、アメリカユタ州の Langston Formation からも本属の化石標本が発見される。
知られる化石標本のうち、約860点（総模式標本 USNM 57681 と USNM 57682 含む）はアメリカの国立自然史博物館、約1,000点はカナダのロイヤルオンタリオ博物館に所蔵される。
化石化の過程で体のパーツが分解してしまうことがよくあり、その場合はパーツの塊として発見される。特に背甲は本体から解離したものが多く、これは埋蔵（堆積物の移動）や腐敗がもたらす産状だと考えられる。腹背から側面や正面まで、様々な角度で保存された化石標本が知られ、中には珍しく産状が良好で、付属肢の細部構造・神経系の一部・保護中の卵などまで保存されたものもある。

## 形態

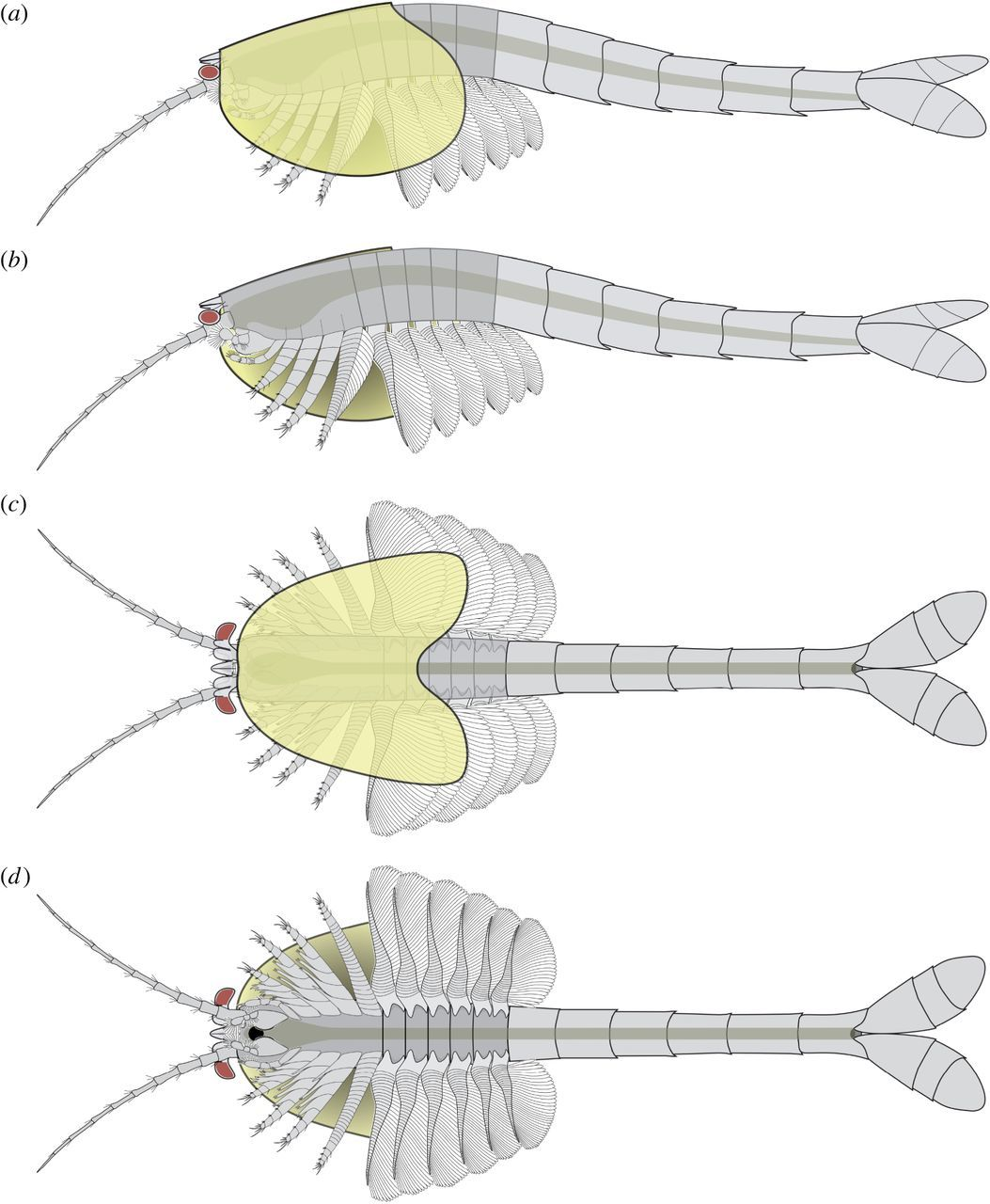
ワプティアの模式復元図

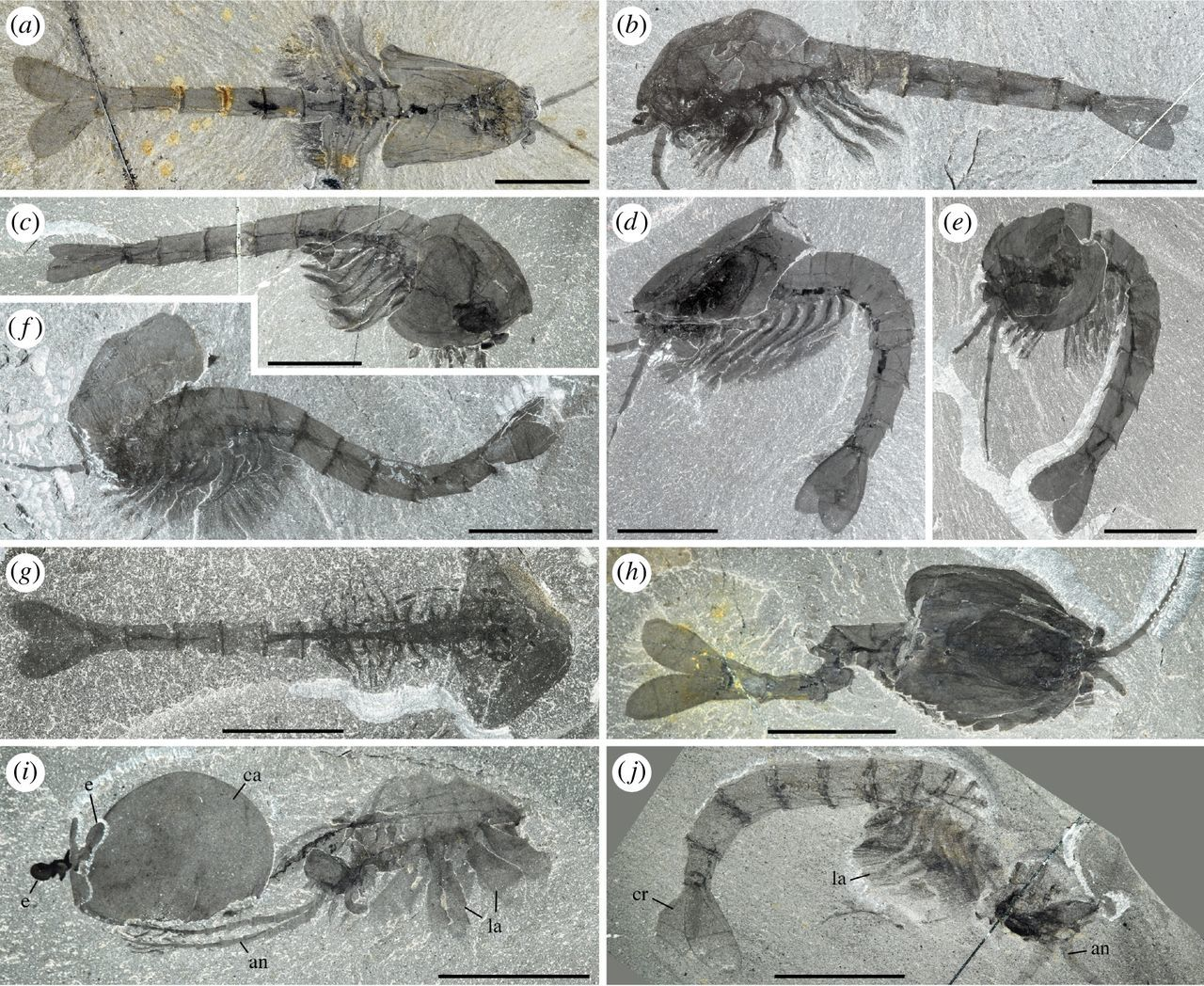
ワプティアの化石標本
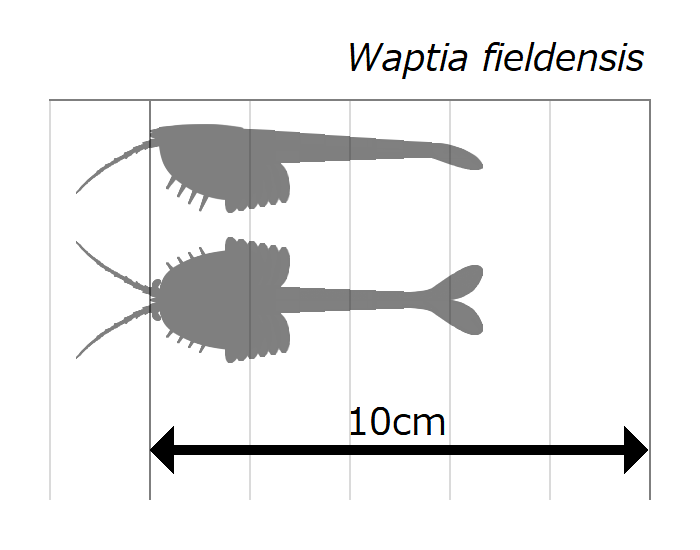
ワプティアのサイズ推定

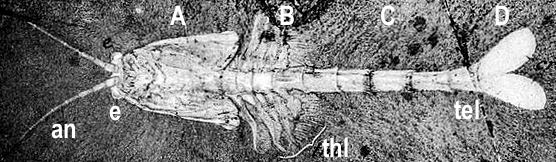
ワプティアの背面の化石標本
A：背甲/頭胸部、B：頭胸部直後の体節、C：腹部、D：尾扇/尾叉、an：触角、e：複眼、tel：尾節、thl：羽毛状付属肢

体長（先頭の甲皮から尾扇まで）1.35cmから6.65cm（触角まで含む全長は最大約8cm）で、知られる多くの化石標本は4cmから6cmに及ぶ。細長いエビに似た姿で、前方は丸い背甲に覆われている。特化が進んだ付属肢（関節肢）は前半身に集中し、頭胸部には触角、顎と4対の歩脚型付属肢、その直後の体節には6対の羽毛状付属肢をもつ。

### 頭胸部
頭部と直後複数の体節が癒合してできた頭胸部（cephalothorax）は、鞍のように広げた二枚貝状の背甲（carapace）で背面と左右を覆われている。背甲の後縁は頭胸部を超えて、直後2番目の体節まで覆い被さる。背甲の表面と縁は滑らかで、隆起線・棘・関節などの構造は一切ない（かつては正中線が関節になって背甲全体が左右2つに分かれると解釈されたが、Vannier et al. 2018 の再検証に否定的とされる）。部分的に解離した化石標本では常に後方から前に反り上げるため、この背甲の内側は頭胸部全体ではなく、その先頭のみに連結していたと考えられる。
頭胸部の先頭中央には、1枚の目立たない三角形の甲皮（anterior sclerite）が突出し、その左右には葉状の突出部（lobe-like projections）と、短い眼柄に付属した複眼がそれぞれ1対もつ。この三角形の甲皮は、かつて一部の軟甲類（コノハエビ類とシャコ類）に見られるような蓋状の額板（rostral plate）と解釈されたが、再検証により額板ではなく、左右の突出部と眼柄に連結した複合体だと示される。また、この甲皮は中眼（単眼）をもつとも解釈されたが、再検証ではそれを示唆する証拠が見つからなかった。
発達した1対の触角（antenna）は複眼の直後から正面に突出し、先端ほど細くなる。長い10節に分れ、先端以外の肢節はそれぞれの前縁がやや膨らんで数本の剛毛（setae）に囲まれる。この触角は中大脳性（第1体節由来）で、すなわち六脚類と多足類の触角、および甲殻類の第1触角に相同だと考えられる。
前述の触角と後述の大顎の間にあるはずの後大脳性（第2体節由来、甲殻類の第2触角に当たる）付属肢は見当たらず、六脚類と多足類のように二次的に退化消失（すなわち第2体節は間挿体節 intercalary segment に変化）したと考えられる。また、それと同じ位置にあるはずの上唇らしき構造も見当たらないが、これは先頭の甲皮と何らかの複合体をなした可能性がある。
触角と第1歩脚型付属肢の間は目立たない顎で、各1対の大顎（mandible）と小顎が知られている。大顎は丸みを帯びて、内縁には硬化した鋸歯、外側には3節に分れたブラシ状の大顎髭（mandibular palp）をもつ。小顎は6節以上に分かれた短い歩脚型で、細かな剛毛と1対の爪をもつ。この小顎は第1小顎（maxillula, 1st maxilla）で、口は大顎の奥にあったと推測される。明確に特化した第2小顎は見当たらない（Strausfeld 2016 では短く特化した第2小顎をもつと解釈されたが、Vannier et al. 2018 の再検証でそれは大顎髭の見間違いだと指摘される）。
小顎の直後には複数対の歩脚型付属肢があり、後方ほどわずかに長くなる。これらの付属肢は一部の記載では5対や二叉型（短い外肢 exopod をもつ）と解釈されたが、Vannier et al. 2018 の再検証により、4対のみで全てが単枝型だと示される（Strausfeld 2016 の "外肢" は後述の原節と内突起の見間違い）。前方に傾いて畳まれ、先端の内肢（endopod）はいずれも末端の爪を含めて5節に分れるが、それ以外の特徴はやや異なる。前の3対の原節（basipod）は丈夫な4節に分れ、各肢節の内側に1本の内突起（endite）がある。原節第1肢節以外の内突起は全て先端が分岐して、そのうち第1歩脚型付属肢のものは肥厚な三叉状、第2-3歩脚型付属肢のものは細い二叉状。第4歩脚型付属肢の原節は長大で内突起はなく、むしろ直後の体節の羽毛状付属肢（後述）のように、数多くの環形の筋（annulation）に分かれ、外縁に沿って葉状の構造体（lamella）が並んでいる。
特化した第2小顎らしき付属肢は見当たらないため、大顎類の顎の基本構成（1対の大顎と2対の小顎をもつ）を踏まえると、その直後にある第1歩脚型付属肢は「未分化の原始的な第2小顎」であるかもしれない。もしこれを第2小顎、すなわち頭部付属肢として認めれば、ワプティアの頭部は他の大顎類と同様の体節数（先節+第1-5体節）をもつとなる。
| 体節   | 先節   | 1    | 2（間挿体節） | 3    | 4       | 5                            | 6               | 7               | 8               |
| ------ | ------ | ---- | ------------- | ---- | ------- | ---------------------------- | --------------- | --------------- | --------------- |
| 付属肢 | 上唇？ | 触角 | （退化）      | 大顎 | 第1小顎 | 第1歩脚型付属肢（第2小顎？） | 第2歩脚型付属肢 | 第3歩脚型付属肢 | 第4歩脚型付属肢 |

### 頭胸部直後の体節

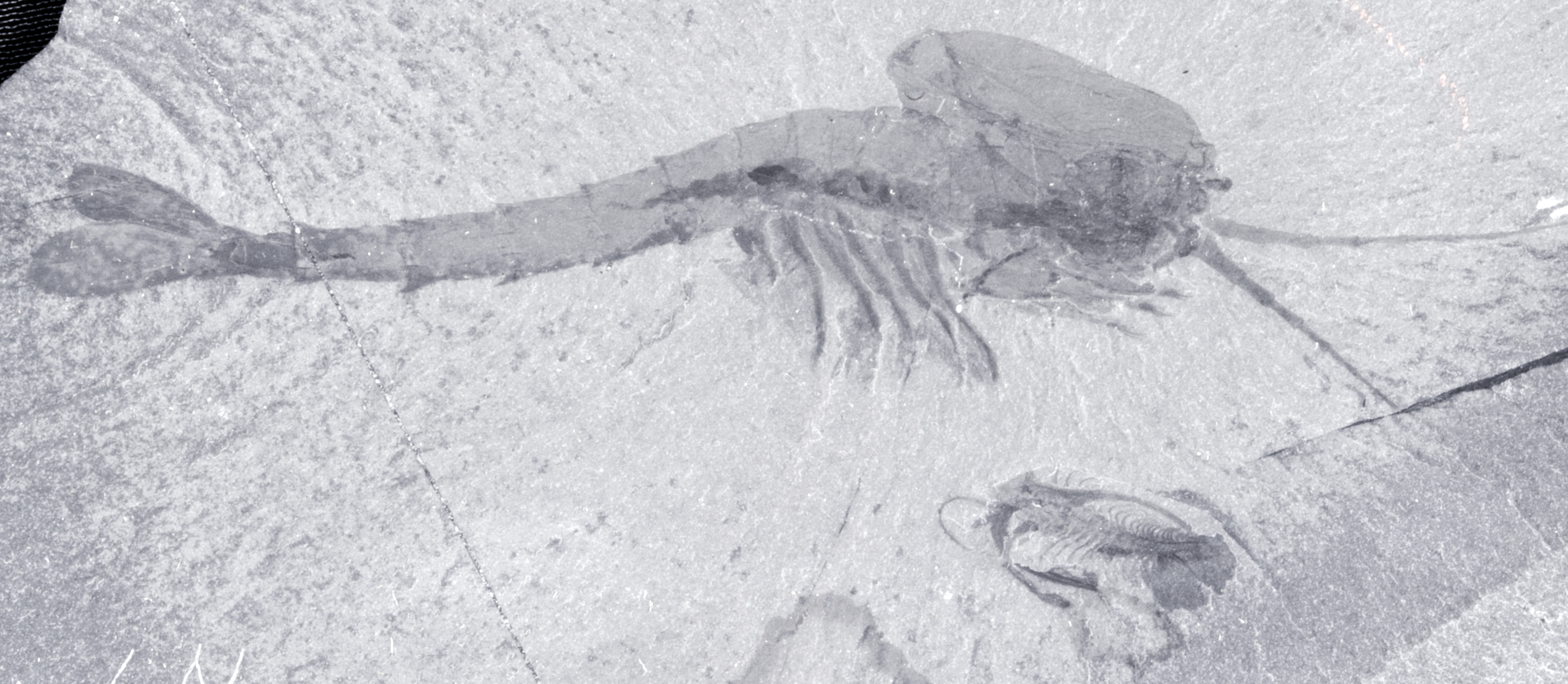
ワプティアの側面の化石標本。突出した羽毛状付属肢を示す。

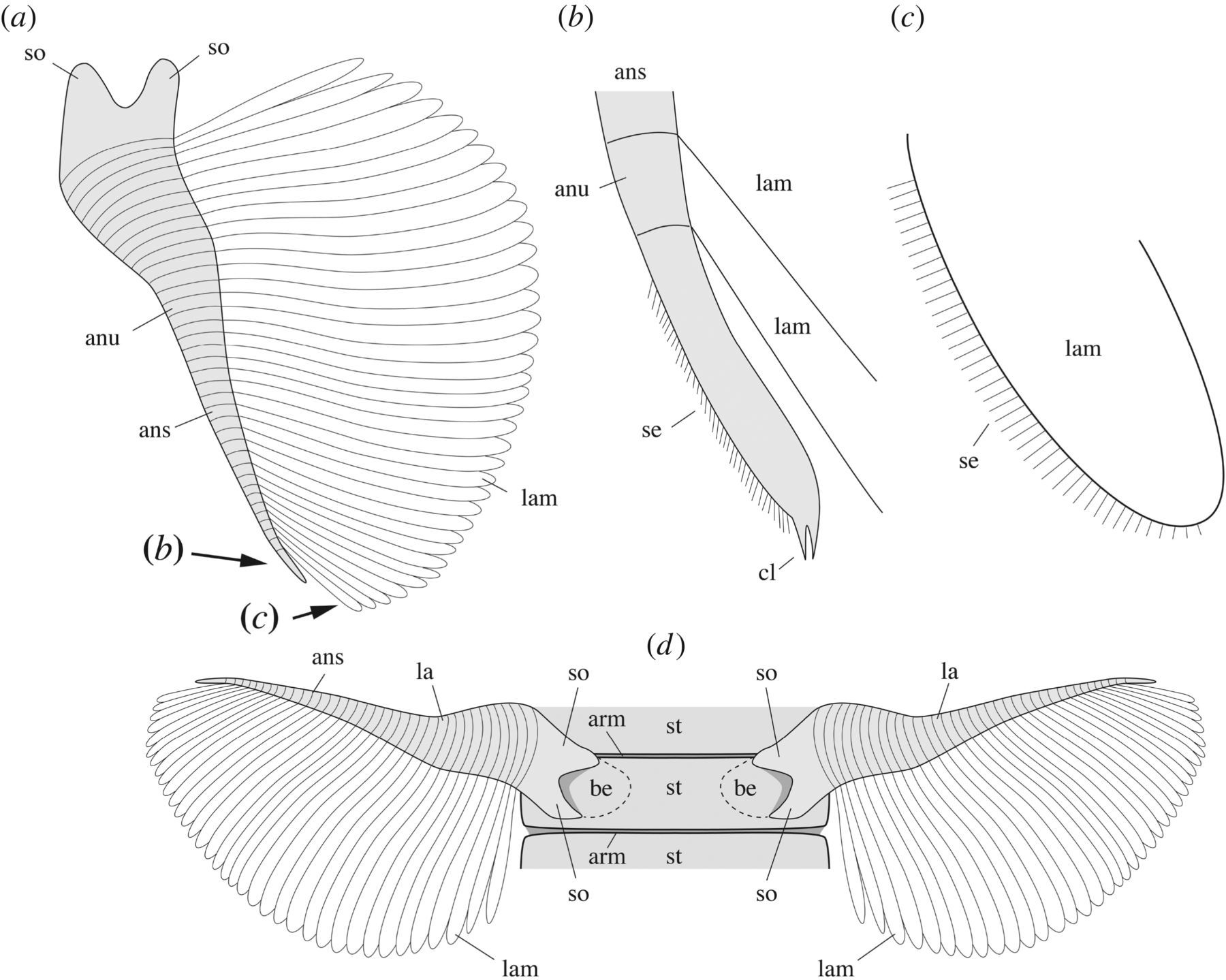
ワプティアの羽毛状付属肢

頭胸部と腹部の間（post-cephalothorax）には、6対の羽毛状付属肢を備えたリング状の体節がある。付属肢数に応じて実際には6節だが、最終の2節は癒合したため外見上は5節に見える。両腹面から突出した羽毛状付属肢はほぼ同形で後方ほどわずかに短くなり、付け根には発達した関節と思われる大きな溝がある。単枝型の長い円錐状で数多くの環形の筋に分かれ、外縁に沿って40-50本ほどの長い葉状の構造体が並んで、それぞれの先端には細かな毛が生えている。葉状構造体をもたない先端は短い1節で、単調で目立たない剛毛と1対の爪のみをもつ。
かつて、この羽毛状付属肢は二叉型で、付け根が目立たない内肢をもつとも解釈されたが、Vannier et al. 2018 の再検証では、それを示唆する痕跡は存在せず、これらの付属肢は明確に単枝型だとを示される。
これらの付属肢の環形の筋と葉状構造体は、他のカンブリア紀節足動物（例えばマーレラと三葉形類）の外肢を彷彿とさせるため、内肢が退化消失し、外肢のみを残した付属肢とも解釈できるが、直前の歩脚型付属肢（それに似た長大な部分は先端に明確な内肢をもつため、原節として判断できる）との比較により、外肢ではなく、むしろそれと同様に特化した原節の方が可能性が高い。この解釈を踏まえると、ワプティアは知られる節足動物の中でも前代未聞の、外肢的性質を兼ね備えた異様な原節をもつ。

### 腹部

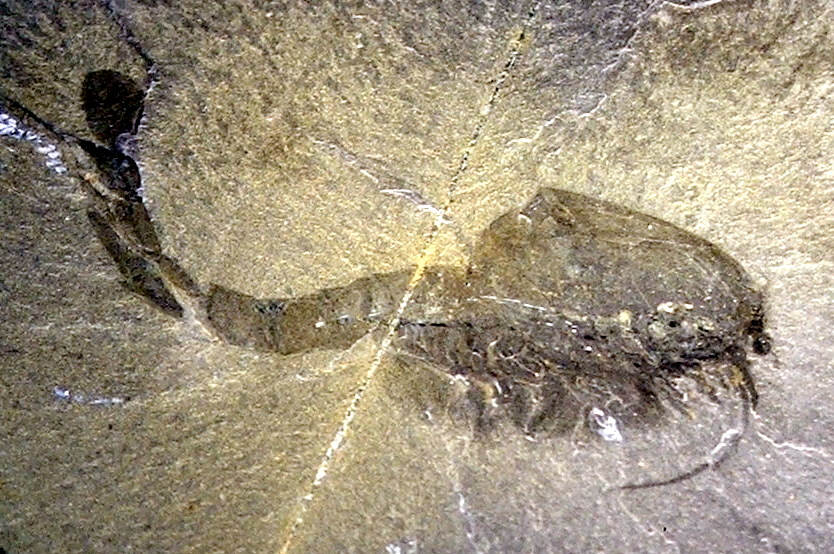
腹部が湾曲した化石標本

腹部（abdomen）は体長の約60%を占めるほど細長く、可動的な5節の腹節と尾節（telson）が含まれる。腹節は円筒状で後方ほど細長くなりながら上下に平たくなり、付属肢はなく、それぞれの後縁に棘が並んでいる（2対で四隅にもつ）。尾節の末端中央に溝があり、肛門はそこにあったと考えられる。二葉状の尾扇（tail fan）を構成し、尾節の両後端から突出した1対の尾叉（caudal rami）は平たい楕円形で、前後3節に分れ、後縁に細かな鋸歯が生えている。

### 内部構造
脳と消化管が知られている。Strausfeld 2016 では完全な脳を復元されたが、Vannier et al. 2018 の再検証により、その根拠になった化石標本 USNM 83948j はそもそも神経系の痕跡はなく、別の化石標本 USNM 138231 と ROMIP 64293 のみ次の神経系が知られている。
脳は少なくとも前大脳（protocerebrum）・中大脳（deutocerebrum）・視神経・触角神経の部分が判明し、目立たない後大脳（tritocerebrum）も存在したと推測される。前大脳の左右は複眼の視神経に連続し、前縁は先頭の甲皮・葉状の突出部・眼柄に対応する出っ張りがある。特に葉状突出部の神経は、現生節足動物に見られるような半楕円体（hemi-ellipsoid body）で、すなわち嗅神経（olfactory neuropil）であったかもしれない。中大脳は腹面から正面の触角神経に連結したと推測され、前大脳との間には横に長い穴がある。脳の後方（後大脳かもしれない部分）には食道孔（stomodeal aperture, stomodeal foramen）と思われる1つの穴があり、両後端から1対の腹神経索（vental nerve cord）が続く。それ以降の神経系は不明。
消化管は後方ほど細く、比較的単調で枝（消化腺）などはないが、頭胸部の部分は嚢状に膨らんでいる。食道孔を貫通し、口と嚢状の膨らみを繋いだ咽頭と食道は不明。

### 性的二形
背甲は個体により前後でやや短いタイプとやや長いタイプの二形が見られる。雌成体と思われる抱卵個体は背甲が長い方のため、これは性的二形を表した特徴で、すなわち雌は雄より背甲が前後に長かったと推測される。

## 生態

### 移動と呼吸
ワプティアは遊泳性の海棲動物であったと考えられる。頭胸部の歩脚型付属肢はかつて歩行用の脚と思われ、それを踏まえてワプティアも底生性と解釈されたが、その付属肢の形（太く短い）・位置（体の重心からかけ離れた前方にある）・姿勢（前方に畳んで内側を噛合わせる）はいずれも歩行に不向きであったことを示唆し、むしろ摂食用であった可能性が高い（後述参照）。一方、これらの付属肢は発達した爪を先端にもつため、トンボの脚のように、歩行用ではないが、摂食以外では海底の表面や底生生物（例えば海綿）を掴んで泊まるのに用いられたと考えられる。頭胸部直後6対の羽毛状付属肢は表面積が広く、それを前後に波打つることで遊泳しながら、鰓として機能する縁の葉状構造体で呼吸していたと考えられる。平たい尾叉は遊泳中のバランスを保ちながら左右に動いて推力を調整し、または現生のエビ類の後退行動（Caridoid escape reaction）のように、腹部を急激に腹側に曲げることで後方に飛び跳ね、捕食者から逃げるためにも用いられたと考えられる。滑らかな背甲は、水との摩擦を軽減できたと考えられる。

### 感覚と食性
ワプティアの複眼は、物体の動きに敏感で、前方から左右まで広げた視野をもつと考えられる。長い触角にある剛毛は中大脳性の触角神経に繋がる感覚器と思われるが、何らかの感覚に特化した特徴（例えば嗅覚特化の感覚毛や中大脳性の嗅覚神経など）はないため、どのような情報を主にして受け取ったのかは断言できない。
かつては強力な口器をもたないと解釈され、それを踏まえて現生の小型エビ類のような堆積物食者と解釈されたが、後述の頑丈な口器が後に判明し、肉食性もしくは腐肉食性と見直されるようになった。頭胸部の広い背甲と腹面の歩脚型付属肢で餌を覆い被さるように上から確保しては、内突起で餌を咀嚼し、小顎で餌を感知して持ち上げて、大顎の鋸歯で餌を更に細かく分解したと考えられる。消化管の内容物はみつからず、正確の餌は不明だが、硬質の内容物はなかったため、餌は柔軟な獲物や腐肉組織であったと推測される。

### 繁殖
抱卵行動が知られ、雌成体と思われる個体（前述参照）は二十数個の丸い卵を2つの卵塊にまとめ、背甲左右の内壁と頭胸部後方の体節でできた隙間に保護される。卵塊は何らかの粘液でまとめられ、背甲の内壁に付着したと推測される。孵化直後の幼生の形態や生活環は不明。

## 分類
ワプティアはれっきとした節足動物であるが、2010年代後期以前では発見が不完全（詳細はワプティア#研究史を参照）のため、節足動物における系統位置は長い間に不明確のままであった。1910年代から1980年代にかけて何らかの甲殻類とされ、1990年代から2010年代中期にかけて甲殻類とは別系統の可能性が浮上し、2010年代後期でようやく全面的な再記載をなされ、大顎類の絶滅群Hymenocarina類に含めるようになった。

### 甲殻類（1910 - 1980年代）

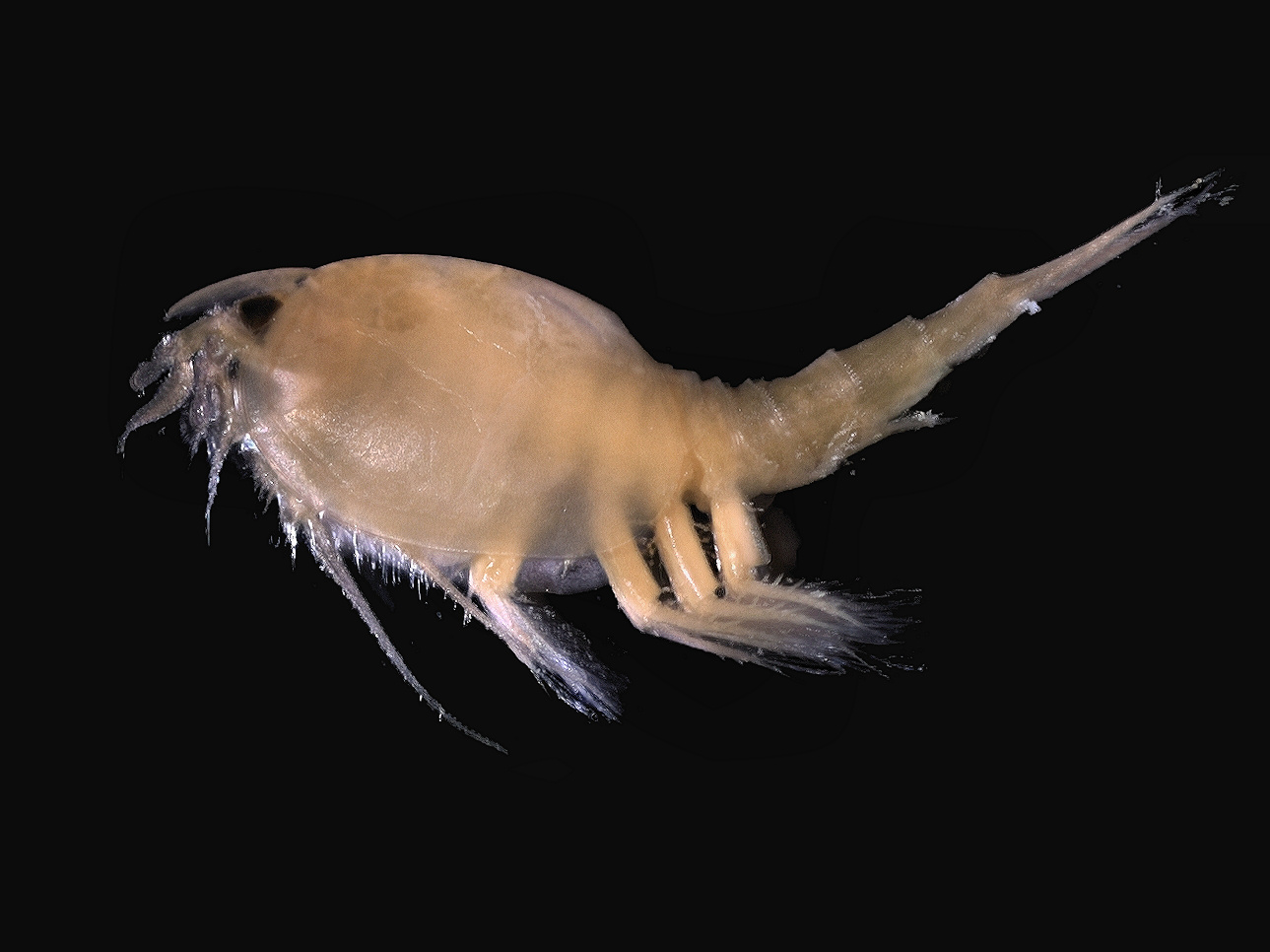
現生のコノハエビ類。ワプティアはかつてこのような甲殻類と解釈された。

記載当初の1910年代から1980年代にかけて、ワプティアは一般に甲殻類と解釈されたが、文献により意見が分かれ、鰓脚類（Walcott 1912）・コノハエビ類的な軟甲類（Fedotov 1925, Henriksen 1928, Bergström 1980）・基盤的な甲殻類（Briggs 1983）などとされていた。Knight 1940 の復元画では、ワプティアは誤ってエビ類として描かれていた。Størmer 1944 では、ワプティアはワプティア目（Waptiida）の構成属として Crustaceomorpha という、甲殻類とそれに類する化石節足動物を含む群に分類された。Briggs & Fortey 1989 の系統解析では、ワプティアはカナダスピスやオダライアなどと単系統群（2010年代後期以降のHymenocarina類に相当）になり、それが甲殻類より鋏角類・メガケイラ類・三葉虫などを含む群に近いとされてきたが、多足類や六脚類との関係性は検証されていなかった。

### 甲殻類もしくは基盤的な真節足動物（1990 - 2010年代中期）
1990年代から2000年代にかけて、ワプティアの系統位置は更に不確実で、文献記載により基盤的な真節足動物（Hou & Bergström 1997, Walossek and Müller, 1998）・顎脚類の甲殻類（Schram & Hof 1998）・基盤的な甲殻類（Bergström & Hou 2005）などとされていた。Yang et al. 2016 では、ワプティアを含むワプティア科（後述）全般はネレオカリスやクリペカリスなどと共に、基盤的な真節足動物の一部だと考えられた。なお、この時期までカンブリア紀節足動物を中心とした系統解析が既に数多く行われたものの、ワプティアの詳細な形態は依然として未解明のため、その類縁関係は系統解析で検証されていなかった。

### Hymenocarina類の大顎類（2010年代後期以降）

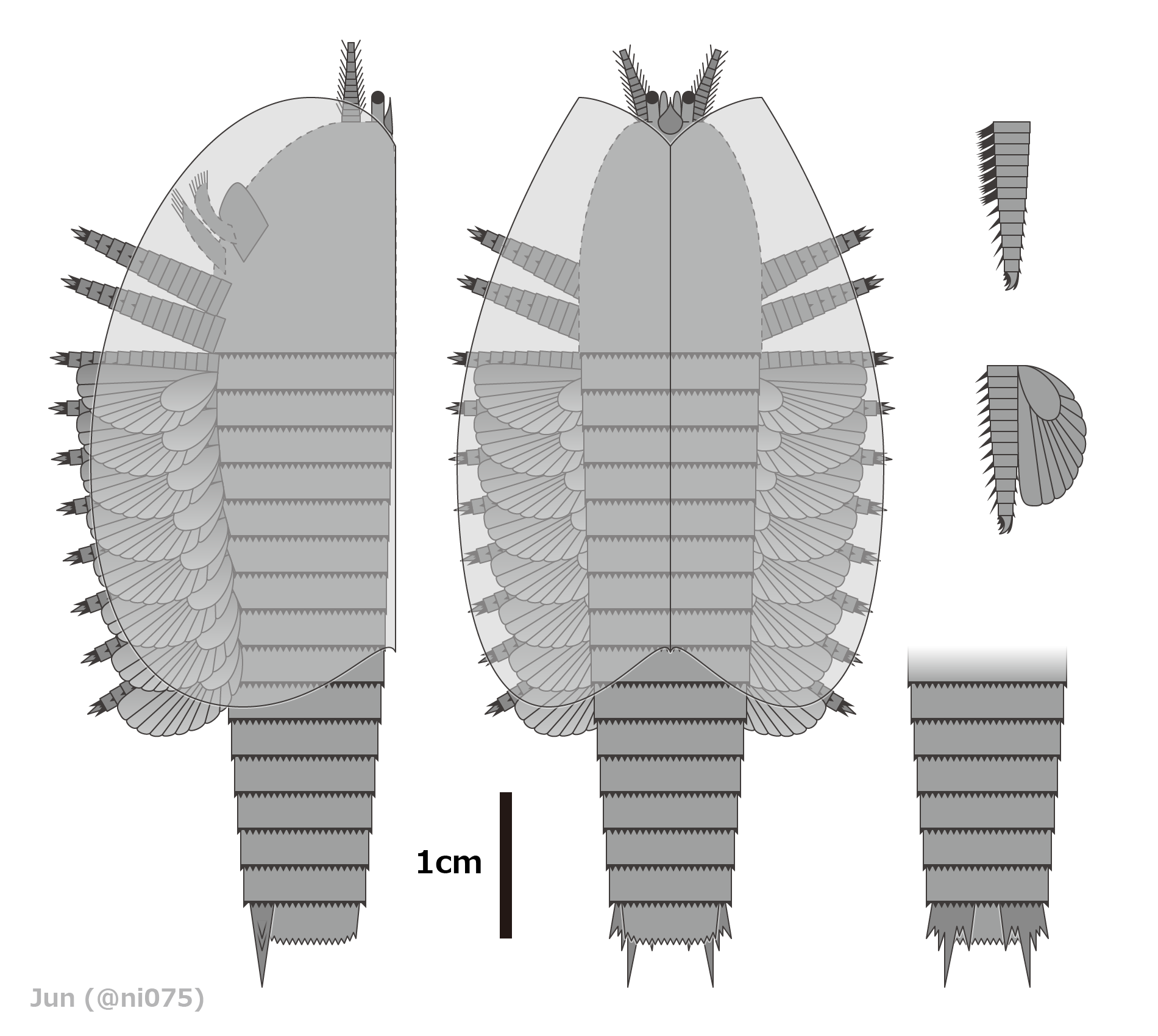
カナダスピス
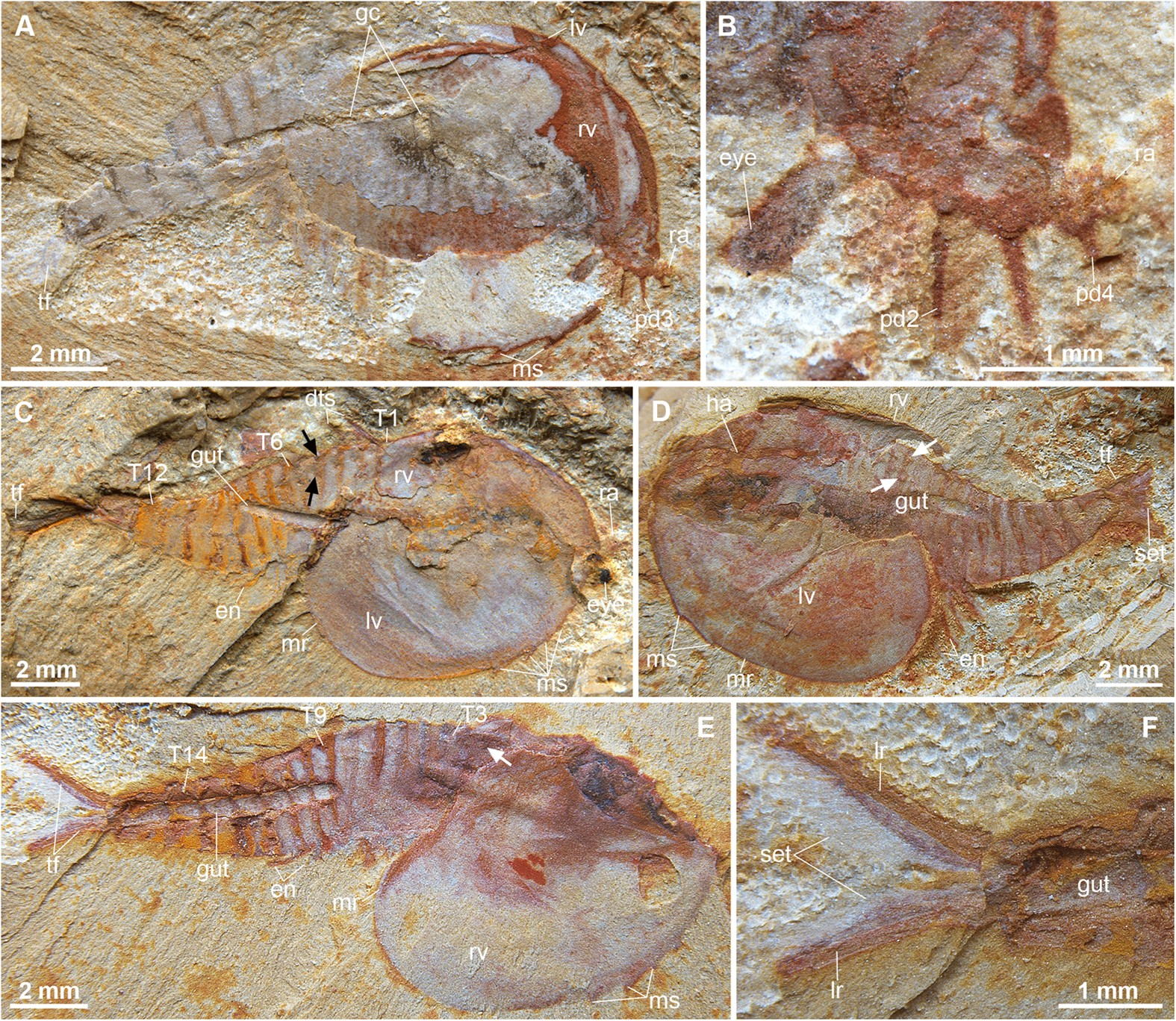
クリペカリス

2010年代後期以降では、ワプティアが全面的な再検討をなされ、判明した基本体制の共通点（頭胸部を覆い被さる二枚貝状の背甲・先頭の甲皮・発達した触角・後大脳性付属肢の欠如・大顎・分節した原節・リング状の腹節・発達した尾叉を兼ね備える）を基に、カナダスピス、オダライア、ブランキオカリスなどと共にHymenocarina類（目）に分類されるようになった。Hymenocarina類自体の系統位置もこの時期で書き直され始め、2010年代前期から中期にかけて一般に基盤的な真節足動物とされていたが、大顎の発見で大顎類と見直されつつある。再検討以降のワプティアを含んだ系統解析の中で、Hymenocarina類は多くの場合は多足類・甲殻類・六脚類より早期に分岐する基盤的な大顎類とされるが、基盤的な汎甲殻類（側系統群の甲殻類とそこから派生した六脚類を含む系統群）や基盤的な多足類とされる結果もある。特にワプティアのいくつかの甲殻類的性質（5節の内肢・複数肢節に分かれた原節）は、Hymenocarina類と汎甲殻類の類縁関係に裏付ける証拠ともされる。しかしこれらの性質は汎甲殻類の派生形質なのかどうかは断言できず（大顎類の祖先形質を表した可能性がある）、Hymenocarina類全般での発見も不完全のため、根拠として不確実だと評価される。また、ワプティアは明確にHymenocarina類に含めるものの、他のHymenocarina類との類縁関係ははっきりせず、系統解析によりカナダスピスに近い・ネレオカリスに近い・ペルスピカリスに近い・チュアンディアネラに近い（ただし後述参照）・クリペカリスに近い・アーカイクニアに近いなどとされる。

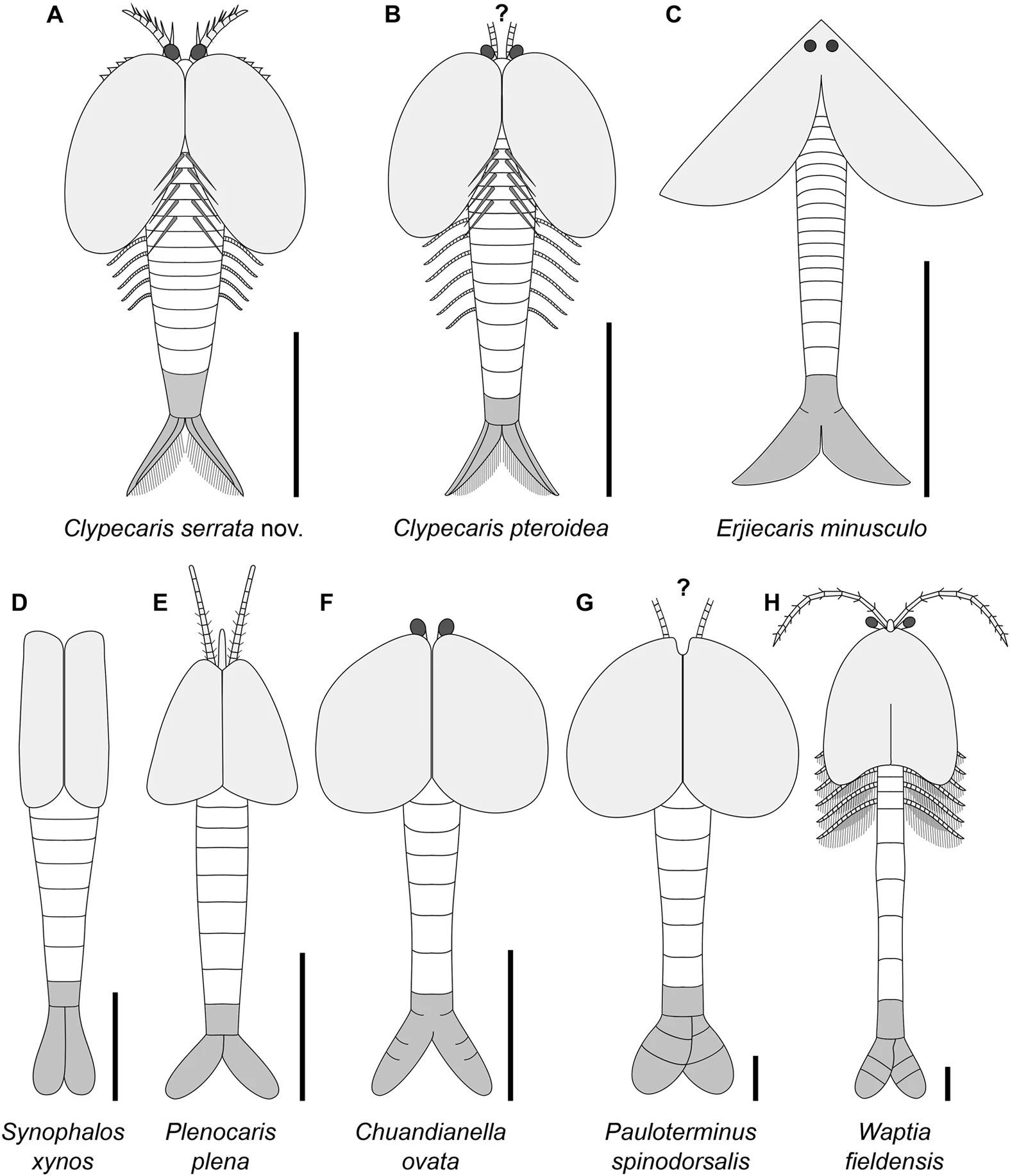
クリペカリス（A, B）、シノファロス（D）、チュアンディアネラ（F）、パウロテーミヌス（G）とワプティア（H）

### 近縁
Hymenocarina類の中で、ワプティアはワプティア科（Waptiidae）の模式属（タイプ属）である。本科に分類される属は、側面が楕円形の背甲・頭胸部直後6対の羽毛状付属肢・付属肢をもたない5節の腹部などを特徴とし、ワプティアの他にパウロテーミヌスが知られ、シノファロスまで含める可能性もある。しかしワプティア以外のこれら属は、付属肢の発見がかなり不完全で、類縁関係も未だに系統解析で検証されていない。
チュアンディアネラは、いくつかの特徴（触角・背甲・羽毛状付属肢・腹部）がワプティアによく似たため、長らくワプティア科の一員と考えられたが、Zhai et al. 2022 の再検証で異様な付属肢構成（大顎はなく、羽毛状付属肢は二叉型で10対もつ）を判明し、ワプティア科どころか、Hymenocarina類や大顎類ですらないことが示される。

### 下位分類
ワプティア（ワプティア属 Waptia）に含める種は、カナダブリティッシュコロンビア州のバージェス頁岩に分布する模式種（タイプ種）Waptia fieldensis のみである。アメリカユタ州の Langston Formation で見つかった本属の化石標本は、暫定的に Waptia cf. fieldensis とされ、別種として命名されていない。
中国雲南省の Maotianshan Shale（澄江動物群）で見つかったチュアンディアネラの唯一の種 Chuandianella ovata は、一部の文献記載に Waptia ovata としてワプティアの1種ともされていたが、広く認められる意見ではなく、また前述の通りそもそもワプティアの近縁ですらない可能性もある。

## 研究史

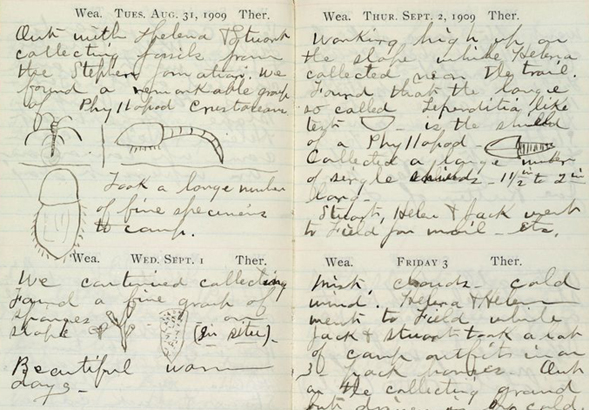
チャールズ・ウォルコットの1909年8月31日から9月3日の野帳。左のページにバージェス頁岩で見つかる3種類の節足動物（左上：マーレラ、右：ワプティア、下：ナラオイア）が描かれている。

ワプティアは多くの代表的なバージェス動物群と同様、20世紀初期でアメリカ古生物学者チャールズ・ウォルコット（Charles Doolittle Walcott）によって最初の記載を行われていた。彼の1909年8月31日の野帳に、ワプティアはマーレラ、ナラオイアと並んで粗雑なスケッチとして描かれていた。その後、ワプティアは彼の1912年の記載で正式に命名をなされ、1931年の記載で更に詳しく復元された。しかしこの頃のワプティアは、歩脚型付属肢は5対、羽毛状付属肢は8対、顎は不明とされていた（顎を保存された化石標本 USNM 57680 は、当時では別生物バージェシアと見間違われていた）。多くの化石標本は後に Simonetta 1970 と Simonetta & Delle Cave 1975 に再検証をなされたが、付属肢に関する重要な新発見はなかった。Hughes 1982  ではワプティアの正確の基本体制（頭胸部に歩脚型付属肢4対、直後に羽毛状付属肢6対、腹部6節）を判明したが、その記載は予備的で、同一著者に予定された正式の再記載は出版されなかった。
こうしてワプティアのほとんどの特徴は、20世紀から2000年代まで研究がほぼ進んでおらず、分類もはっきりしなかった（前述参照）。Strausfeld (2009, 2011, 2012, 2016) では限られた化石標本を基に、ワプティアの各付属肢の細部から内部の脳まで記載され、復元像を大幅に更新された。特に Strausfeld 2016 では顎（大顎と小顎）が見つかることでワプティアは少なくとも大顎類だと分かり、いくつかの汎甲殻類的性質（感覚毛・3つの中眼など）も兼ね備えると解釈された。しかしその歩脚型付属肢は二叉型で同形の5対に復元され、生態は底生性と解釈された。Vannier et al. 2018 では1,800点以上の化石標本を検証され、その結果を基にワプティアの復元像と生態の解釈はもう一度全面的に更新された。この再記載では新しい特徴と性質（大顎髭・甲皮左右の突起物・付属肢の単枝型性質・歩脚型付属肢の内突起など）をいくつか判明し、生態は遊泳性と見直され、Strausfeld 2016 に復元された多くの特徴（脳・中眼・感覚毛・2対の小顎・同形で5対の歩脚型付属肢・付属肢の二叉型性質など）も根拠が懐疑的なものとして否定された。
抱卵個体の化石標本は Caron & Vannier 2016 で最初に記載された。これは澄江動物群のクンミンゲラやチュアンディアネラと並んで、動物の育児行動における既知最古の化石証拠の1つとして知られている。
従来ではカナダブリティッシュコロンビア州の堆積累層バージェス頁岩のみから知られていたが、Briggs et al. 2008 以降では、本属はアメリカユタ州の Langston Formation にも分布することが判明した。